# 1907年の相撲
1907年の相撲（1907ねんのすもう）は、1907年の相撲関係のできごとについて述べる。
1906年-1907年-1908年

## できごと
東京相撲の常設館の建設が決まり、江戸時代以来永らく興行場所となってきた本所回向院での興行が終わる。
8月、横綱常陸山一行が欧米漫遊の途につく。9月28日にはセオドア・ルーズベルト米大統領に謁見し、ホワイトハウスで土俵入りを披露した。

## 本場所など
- 1月場所（東京相撲）[2]
  - 興行場所:本所回向院
  - 1月8日より晴天10日間興行
- 1月場所（大阪相撲）[3]
  - 興行場所:難波新川土橋西詰
  - 晴天10日間興行
- 5月場所（東京相撲）[4]
  - 興行場所:東両国元町
  - 5月10日より晴天10日間興行
- 6月場所（大阪相撲）[5]
  - 興行場所:難波新川土橋西詰
  - 晴天10日間興行
- 8月場所（東京大阪合併相撲）[6]
  - 興行場所:南地五階
  - 晴天10日間興行
- 11月場所（京都大阪合併相撲）[7]
  - 興行場所:四条磧
  - 晴天5日間興行

## 誕生
- 1月1日 - 伊達ノ花静（最高位：前頭15枚目、所属：出羽海部屋、+ 1944年【昭和19年】）[8]
- 1月27日 - 常盤野藤兵衛（最高位：前頭8枚目、所属：出羽海部屋、+ 1974年【昭和49年】）[9]
- 3月2日 - 両國梶之助（最高位：関脇、所属：出羽海部屋、+ 1959年【昭和34年】）[10]
- 3月20日 - 出羽湊利吉（最高位：関脇、所属：出羽海部屋、+ 1964年【昭和39年】）[11]
- 3月29日 - 桂川質郎（最高位：前頭筆頭、所属：楯山部屋→伊勢ヶ濱部屋、+ 2003年【平成15年】）[12]
- 7月10日 - 九紋竜政五郎（最高位：十両2枚目、所属：時津風部屋→粂川部屋、+ 没年不明）
- 9月21日 - 栃ノ峯甚一郎（最高位：十両8枚目、所属：春日野部屋、+ 1985年【昭和60年】）

## 死去
- 5月4日 - 鳳凰馬五郎（最高位：大関、所属：宮城野部屋→錦戸部屋→宮城野部屋、年寄：宮城野、* 1866年【慶応2年】）